# Hybocamenta pilosella
Hybocamenta pilosella är en skalbaggsart som beskrevs av Louis Albert Péringuey 1904. Hybocamenta pilosella ingår i släktet Hybocamenta och familjen Melolonthidae. Inga underarter finns listade i Catalogue of Life.